# Brooke Vincent
Brooke Levi Vincent (Bury, Gran Mánchester; 4 de junio de 1992) es una actriz inglesa conocida por interpretar a Sophie Webster en Coronation Street.

## Vida personal
Es hija de Nicola Vincent.
Salió con el futbolista Reece Wabara, sin embargo la relación finalizó.
En 2011 comenzó a salir con el futbolista Josh McEachran, pero la relación terminó en junio de 2014; en agosto la pareja regresó pero volvieron a terminar a mediados de abril de 2015. Poco después regresaron, rompiendo definitivamente en febrero de 2016.
Desde 2016 sale con el futbolista Kean Bryan. En abril de 2019, la pareja anunció que estaban esperando su primer hijo. El 23 de octubre de 2019 dio a luz a un varón al que llamaron Mexx S. J. Bryan. Su segundo hijo nació en mayo de 2021.

## Carrera
Su primer papel en la televisión lo obtuvo cuando apareció como invitada en un episodio de la serie The League of Gentlemen, donde interpretó a Casey Emma Glass.
En abril de 2004, se unió al elenco de la exitosa serie británica Coronation Street, donde interpretó a Sophie Webster hasta el 9 de octubre de 2019.
En 2012 participó en el concurso All Star Family Fortunes, donde jugó con su familia en contra del actor Rik Makarem y su familia.

## Filmografía

### Series de televisión
| Año         | Título                  | Personaje      | Notas                       |
| ----------- | ----------------------- | -------------- | --------------------------- |
| 2004 - 2019 | Coronation Street       | Sophie Webster | 1,279 episodios             |
| 2002        | The League of Gentlemen | Casey Glass    | episodio "The Medusa Touch" |

### Apariciones
| Año  | Programa                 | Notas                        |
| ---- | ------------------------ | ---------------------------- |
| 2012 | All Star Family Fortunes | concursante - episodio # 7.3 |

## Premios y nominaciones
| Año  | Categoría                                               | Premio             | Serie             | Resultado |
| ---- | ------------------------------------------------------- | ------------------ | ----------------- | --------- |
| 2008 | Broadcast of the Year                                   | Stonewall Award    | Coronation Street | Ganadora  |
| 2008 | Best Dramatic Performance from a Young Actor or Actress | British Soap Award | Coronation Street | Nominada  |